# ГЕС Tóngzhōng
ГЕС Tóngzhōng (铜钟水电站) — гідроелектростанція у центральній частині Китаю в провінції Сичуань. Знаходячись між ГЕС Jíyú (вище по течії) та ГЕС Jiāngshèbà, входить до складу каскаду на річці Міньцзян, великій лівій притоці Дзинші (верхня течія Янцзи).
В межах проекту річку перекрили бетонною греблею, яка утримує водосховище з об'ємом 3,2 млн м3 та нормальним рівнем поверхні на позначці 1475 метрів НРМ. Звідси бере початок  дериваційний тунель довжиною біля 1,5 км, котрий спершу прямує через лівобережний гірський масив, а потім переходить на протилежну сторону за допомогою акведука (таким чином оминули розлом на правобережжі).
У підсумку вода надходить до розташованого на березі Міньцзян наземного машинного залу, де встановили три турбіни загальною потужністю 51 МВт. Вони використовують напір від 34 до 48 метрів (номінальний напір 36 метрів) та забезпечують виробництво 367 млн кВт-год електроенергії на рік.
Можливо також відзначити, що при греблі облаштовано машинний зал Нансін 2 (6 МВт), через який отримує живлення ГЕС Нансін (9,6 МВт), котра працювала на цій же ділянці річки ще до появи станції Tóngzhōng.